# Działki (Świętomarz)
Działki – część wsi Świętomarz w Polsce, położona w województwie świętokrzyskim, w powiecie starachowickim, w gminie Pawłów. Leży na prawym brzegu rzeczki Gozdkówki (prawy dopływ Pisarki wpadającej do Świśliny), od północy graniczy z działkami Brzeskimi, Świętomarz na przeciwległym brzegu.
W latach 1975–1998 Działki administracyjnie należały do województwa kieleckiego.